# Grote kristalslak
De grote (of gewone) kristalslak (Vitrea crystallina) is een slakkensoort uit de familie van de Pristilomatidae. De wetenschappelijke naam van de soort werd in 1774 voor het eerst geldig gepubliceerd door Otto Friedrich Müller.

## Kenmerken
Het dextrale, vrij kleine slakkenhuisje is afgeplat-conisch met 4½ tot 5 matig bolle windingen die dicht om elkaar gewonden liggen. Het heeft een diameter (breedte) van 3 tot 4 mm en een hoogte van 1,4 tot 2,1 mm. De naad is in het zijaanzicht nauwelijks opgetrokken. De windingen zijn aan de bovenzijde licht gebogen, de naad is ondiep. De omtrek is goed gebogen, evenals de onderkant. De mond is in direct zicht halvemaanvormig. De laatste winding heeft ongeveer anderhalf tot twee keer de diameter van de vorige mond. Het wordt niet breder naar de mond toe, behalve in de regel. Bij volwassen exemplaren is de mondrand verdikt door een zwakke, witachtige lip die naar achteren is geplaatst vanaf de mondrand. De trechtervormige en smalle navel is in de laatste winding licht excentriek. Het is in het begin erg smal en wordt pas breder bij de laatste bocht.
Het huisje is transparant en kleurloos, af en toe ook iets groenig. Het oppervlak heeft zeer fijne maar onregelmatige strepen. In het gebied van de naad is het een beetje duidelijk, maar kan alleen met een vergrootglas worden vastgesteld. Het oppervlak van de behuizing is hoogglans, maar dode gevallen worden snel melkachtig wit. De rug en voelsprieten van het zachte lichaam zijn grijs gekleurd, de zijkanten lichter naar de zool toe. De zool zelf is witachtig. Het lichaam is geel gestippeld aan de navelzijde; het schijnt door de behuizing heen.

### Vergelijkbare soorten
Het slakkenhuisje is gemiddeld kleiner dan die van Vitrea diaphana en groter dan die van de kleine kristalslak (Vitrea contracta), die ook strakker opgerold is. De navel van de gewone kristalslak is smaller dan die in het huisje van Vitrea botterii en de kleine kristalslak.

## Geografische spreiding en leefgebied
Het verspreidingsgebied strekt zich uit over West-, Centraal- en Oost-Europa. In Noorwegen strekt het zich uit tot 65° noorderbreedte, in Finland net aan de zuidkust. In het oosten strekt het zich wigvormig uit naar Rusland en de Oeral. De soort is echter afwezig op het Iberisch schiereiland, Midden- en Zuid-Italië en het Balkanschiereiland. Maar het komt nog steeds voor in Roemenië. Ze is vermoedelijk antropogeen naar IJsland gebracht. In Zwitserland komt het voor tot 2300 meter boven zeeniveau.
De dieren leven in het bladafval en de humuslaag onder stenen in vochtige bossen, in mos en in uiterwaarden en moerasbossen. Het wordt ook gevonden in natte weiden, brongebieden en moerassen.